# Brazo Armado del Pueblo
El Brazo Armado del Pueblo fue una organización terrorista que operó en Costa Rica en los años 90s, desarticulada en 1991. La organización operaba clandestinamente en un campamento dentro de una finca localizada en La Ponderosa de la Unión, cantón de Pococí, provincia de Limón. El grupo se planeaba una serie de asaltos y robos en la zona noroccidental del país con el supuesto fin de recolectar fondos para una revolución contra el entonces gobierno de Rafael Ángel Calderón Fournier, sin embargo varios de sus integrantes; Javier Ramírez Avilés, Allan Mora Santos, Nelson Porras Castro y Mínor Morales Porras, entre otros incluyendo dos extranjeros sin identificar, fueron arrestados tras una fallido intento de asalto en Sarapiquí y el frustrado intento de secuestro de dos empresarios de la zona.

## Historia
El Brazo Armado del Pueblo fue una guerrilla que intentó realizar un foco guerrillero en la región a principios de los años 90´s.
Los dos cabecillas del grupo, Álvaro Ramón Sequeira Mendiola y el nicaragüense Daniel Torres fueron arrestados posteriormente al ser allanada la finca donde residían y donde las autoridades encontraron un campamento con comedor y tres ranchos, así como alimentos, medicamentos, armas y explosivos. El entonces Ministro de Seguridad Luis Fishman restó méritos a la organización descartando que fuera un genuina guerrilla y la describió como un grupo de criminales comunes buscando notoriedad. Los imputados serían absueltos en 1993 tras dificultades para probar su culpablidad, sin embargo Sequeira tendría futuros roces con la ley culminando en su arresto en 2019 por similares actividades subversivas vinculadas al denominado Frente Patriota 7 de Julio.